# 克爾普灣
克爾普灣（英語：Kelp Bay），是南極洲的海灣，位於南喬治亞群島北岸，處於多里斯灣東南面，由英國研究隊所命名，該海灣由英國海外領土管轄。